# 鞍斑鏢鱸
鞍斑鏢鱸為輻鰭魚綱鱸形目鱸亞目河鱸科的其中一種，分布於美國密蘇里州及阿肯色州的白河流域，體長可達12公分，棲息在水深、流速快的礫石底質溪流。